# 細尾副葉鰺
細尾副葉鰺，為輻鰭魚綱鱸形目鱸亞目鰺科的其中一種，為亞熱帶海水魚，分布於中西太平洋澳洲北部海域，為特有種，體呈橢圓形而側扁，吻鈍，胸鰭鐮刀形，側線的彎曲部分是強拱形，從鰓蓋處起點上升並終止於與直線部分的連接處。後部脂肪眼瞼發育良好並且幾乎到達眼睛的中心，頜部充滿細齒，背鰭2個，第一背鰭8枚硬棘，第二個背鰭24-26枚軟條，臀鰭20-22枚軟條。身體上半部藍色至綠色，下半部白色，幼魚有深色的垂直橫紋，鰓蓋散布黑斑，背鰭、臀鰭和尾鰭呈暗黃綠色，胸鰭是透明，體長可達29.5公分，棲息在底部水域，屬雜食性，以底棲性無脊椎動物為食，生活習性不明，可做為食用魚。

## 擴展閱讀
維基物種上的相關：細尾副葉鰺